# Porricondyla elongata
Porricondyla elongata är en tvåvingeart som först beskrevs av Ephraim Porter Felt 1908.  Porricondyla elongata ingår i släktet Porricondyla och familjen gallmyggor.
Artens utbredningsområde är British Columbia. Inga underarter finns listade i Catalogue of Life.